# Gustave Bebbe
Gustave Bebbe (* 22. Juni 1982 in Yaoundé; vollständiger Name Gustave Anicet Bebbe Mbangue) ist ein kamerunischer Fußballspieler.

## Vereinskarriere
Bebbe machte sein Debüt bei Espoir d’Ebowola und spielte dort bis 2002. Er wechselte für eine Spielzeit zu Renaissance de Ngoumou. Nach dieser Saison verpflichtete ihn der amtierende kamerunische Meister Cotonsport Garoua. Mit Cotonsport wurde Gustave Bebbe in der Saison 2004/05 zum ersten Mal in seiner Karriere Meister.
Doch auch hier blieb er nur eine Spielzeit. Bebbe schaffte den Sprung nach Europa in die türkische Süper Lig. Sein neues Team hieß Konyaspor. Bei Konyaspor überzeugte er als Stürmer. MKE Ankaragücü verpflichtete ihn für eine Ablösesumme von 1,75 Millionen Euro. Bis heute hat Bebbe 66 Spiele absolviert und 15 Tore für die Blau-Gelben erzielt. Bebbe wechselte nach zwei Jahren in Ankara zu Istanbul Büyükşehir Belediyespor und weiter zu Diyarbakırspor und Kasımpaşa Istanbul. Zum Saisonende schaffte Kasımpaşa den Klassenerhalt nicht und trennte sich von Gustave Bebbe. Für die neue Saison einigte sich Bebbe mit dem vietnamesischen Verein PVFC Sông Lam Nghệ An.
Von 2012 bis 2015 wurde er bei keinem Verein als Spieler geführt. Seit 2015 spielt er für diverse unterklassige türkische Vereine.

## Nationalmannschaft
Gustave Bebbe wartete vergeblich auf eine Nominierung für die kamerunische Fußballnationalmannschaft. Deshalb beantragte Bebbe die türkische Staatsangehörigkeit. Er erhielt sie im Jahr 2008 und sein türkischer Name lautet Alper Aydın. Damit hatte er die Chance, für die türkische Fußballnationalmannschaft zu spielen.
Am 31. Mai 2008 machte Gustave Bebbe jedoch sein erstes Länderspiel für Kamerun gegen Kap Verde. Sein erstes Tor für die Nationalmannschaft erzielte Bebbe in der 87. Minute beim Qualifikationsspiel für die WM 2010 gegen Mauritius am 8. Juni 2008. Er wurde in die Olympiaauswahl der kamerunischen Fußballnationalmannschaft aufgenommen und bestritt bei den Olympischen Spielen in Peking vier Spiele.